# Scritti sulla letteratura e sull'arte
Scritti sulla letteratura e sull'arte è la più importante raccolta di saggi letterari di Bertolt Brecht comparsa in Italia. La prima edizione è stata curata da Cesare Cases per i Saggi di Einaudi nel 1973. Raccoglie scritti che vanno dal 1920 al 1956.
Dalla "spavalderia monellesca" degli scritti giovanili, all'impegno dell'intellettuale tedesco in esilio contro il nazismo, alla polemica con György Lukács sul realismo, l'antologia permette di ricostruire l'itinerario di un artista sui generis, che non si propone soltanto di descrivere la realtà, ma si impegna per cambiarla.
Accade così che in questi saggi sulla letteratura e sull'arte, di 'opere' d'arte e letteratura si parli assai poco. Appare più spesso l'arte come istituzione che deve, costretta dalla contingenza, fare i conti con ciò che è fuori di sé, battendosi per la propria sopravvivenza contro la malafede del capitalismo e successivamente contro la repressione dei totalitarismi. Questa lotta avviene all'interno del "Mercato": Brecht, ad esempio, non si fa scrupolo di citare in giudizio una società cinematografica per l'inadempimento delle clausole di un contratto.
Lo stesso atteggiamento pragmatico emerge in un frammento indirizzato a Thomas Mann: ... la lotta fra la Sua e la mia generazione... non sarà una lotta per le opinioni, ma una lotta per i mezzi di produzione. Un esempio: nella polemica noi dovremo lottare per occupare non il Suo posto nella storia dello spirito tedesco, bensì il Suo posto in un giornale che ha 200.000 lettori. Le Sue idee sono innocue... la Sua posizione politica (nei confronti della borghesia: una venerazione pervasa di ironia) non dà nell'occhio... Di pericoloso in Lei e nei Suoi defunti giganti del pensiero c'è una cosa sola: che essi ci fregano quei mezzi di produzione che hanno tanta importanza... È insito nella nostra natura che lei combatta signorilmente e io no. Lei dunque non avrà nessuna intenzione di ammazzarmi! Io, però, l'intenzione di ammazzare Lei ce l'ho.
Nel partecipare alla lotta per il possesso dei mezzi di produzione (sul fronte che gli compete: quello degli artisti), Brecht manifesta la sua volontà di costituirsi come intellettuale organico al proletariato.

## Temi in evidenza
- Insofferenza per i luoghi e le forme della cultura borghese, soprattutto per le eredità del romanticismo e del simbolismo ottocentesco.
  - Thomas Mann è il bersaglio favorito di una serie di attacchi che a volte scadono nel vero e proprio insulto. Nel mirino il vecchio romanzo psicologico, accusato di inattualità; l'arte priva di valore pratico ("...è sperabile che non si permetterà ad un pittore di dipingere quadri solo perché la gente li guardi commossa sgranando gli occhi"), la poesia di Charles Baudelaire e della tradizione simbolista, etc..
  - Quest'insofferenza lo porterà, durante il dibattito dei tardi anni trenta che opponeva tra gli scrittori militanti i realisti agli espressionisti, ad accusare in privato di formalismo la posizione di György Lukács, che propone come modello il romanzo borghese nella sua fase progressista. Per Brecht "Non si tratta di demolire la tecnica, bensì di svilupparla. L'uomo non ridiventerà uomo uscendo dalla massa ma reinserendosi in essa... Ciò che rende insoddisfacenti i lavori di Lukàcs... è il momento della capitolazione, della ritirata, è il momento utopistico ed idealistico".
- Interesse per le forme "inferiori" dell'arte: trivialliteratur e filastrocche per l'infanzia, dalle quali Brecht afferma di aver imparato a scrivere poesie. 
  - La canzone che celebra il ciclista McNamara ha più ragion d'essere che non le poesie di quattrocento partecipanti ad un concorso, che "non si pongono minimamente il problema se possono servire a qualcosa".
  - Una scrittrice di romanzi d'appendice, con la banalità delle sue situazioni e con le sue frasi fatte, si dimostra più aderente alla realtà dei "vecchi romanzieri".
  - Analogamente si rivalutano i romanzi polizieschi, nei quali il contenuto lascia chiaramente intravedere la struttura, e che "servono a soddisfare precisi e limitati appetiti del pubblico", e si salutano con interesse le biografie, come utili documenti.
- Attenzione per i nuovi media messi a disposizione dall'industria. La rivoluzione industriale prelude alla rivoluzione; "Gli ultimi pensieri che siano stati pensati son quelli di gente che al massimo poteva muoversi a 60 km all'ora". 
  - Brecht scrive per il cinema e la radio, si serve delle tribune dei giornali per condurre osservazioni sull'"esperimento sociologico" dell'Opera da tre soldi.
  - La diffusione della radio ha dimostrato che la tecnica può mettere a disposizione mezzi che la società non è ancora in grado di sfruttare. Essa dovrebbe diventare un mezzo di comunicazione interattivo.
  - Il film, opera di un collettivo, corre il rischio di lanciare contenuti reazionari in forme progressiste.
- La lotta della verità contro il nazismo è il tema di numerosi articoli scritti durante l'esilio. Nelle Cinque difficoltà per chi scrive la veritàappare chiaro che per Brecht la vittoria della verità dipende tutta dalla capacità di chi si assume il compito di diffonderla: l'intellettuale. Perciò essa dev'essere "maneggevole come un'arma".
- La critica dell'immedesimazione: "Non si vive per provare delle emozioni... gli interessi, una volta trasferiti sul piano delle emozioni, possono farci agire in modo più pratico o meno pratico". Il lirico non deve avere nulla da temere dalla ragione.
- La teoria di un nuovo realismo, che corrisponda al nuovo assetto sociale che si daranno le masse proletarie, contro le tentazioni "formaliste". Il fascismo, dice Brecht, è formalista per eccellenza. Per la formazione di questo realismo Balzac e Tolstoj (i modelli di György Lukács), sono meno utili di un poema allegorico del rivoluzionario Percy Bysshe Shelley.

## Edizioni
- Bertolt Brecht, Scritti sulla letteratura e sull'arte, traduzione di Bianca Zagari, Einaudi, 1973.